# Igreja de Santo Isidoro de Canaveses

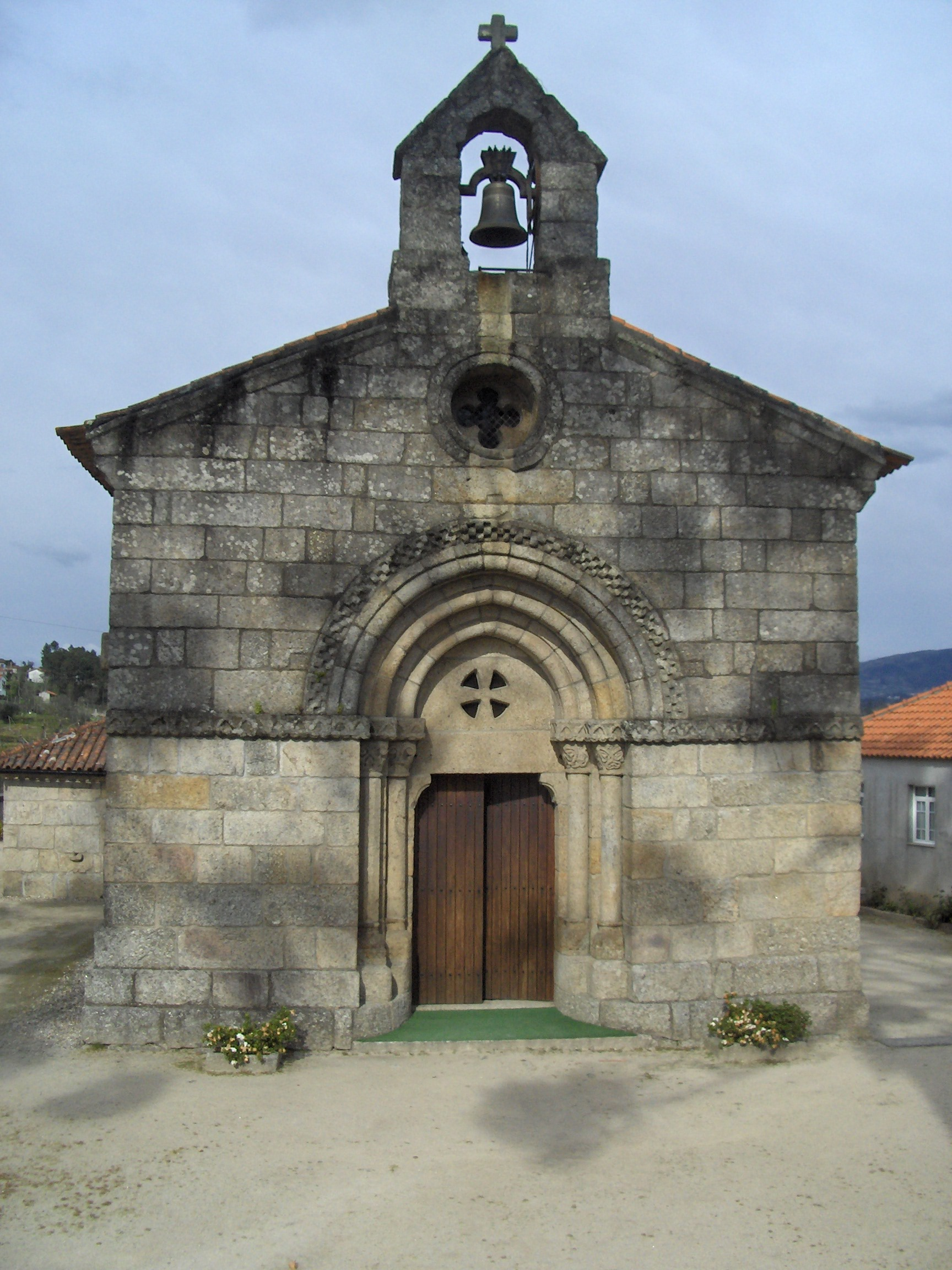
Fachada principal

A Igreja de Santo Isidoro de Canaveses é uma igreja românica situada em Santo Isidoro, freguesia de Santo Isidoro e Livração, no município de Marco de Canaveses em Portugal.
Em 2013 foi classificada como monumento nacional e está integrada na Rota do Românico.